# 巴雷什區
53°39′N 47°07′E / 53.650°N 47.117°E
巴雷什區（俄语：Барышский район），是俄羅斯的一個區，位於該國西南部，由烏里揚諾夫斯克州負責管轄，面積2,255.8平方公里，2010年人口44,034，人口密度每平方公里19.52人。